# Famille Morelli
 (juillet 2024).
La famille Morelli est une famille patricienne de Venise agrégée à la noblesse de vénitienne en 1686, moyennant le paiement de la taxe de guerre.

## Armes
Les armes des Morelli se composent d'un écu coupé d'azur et de gueules : le premier chargé d'une colombe d'argent portant en son bec un rameau d'olive ; le second d'une croix de Malte d'argent.